# Faux Pa
Faux Pa je česká freeware videohra z roku 2006. Hra byla vytvořena vývojářským týmem One Eyed Child. Účastnila se soutěže Becherovka Game 2006, v níž se umístila na prvním místě. Jedná se o logickou hru, která bývá přirovnávána k slovenské hře Quadrax. Hra obsahuje 25 úrovní v nichž je cílem dostat ďábla a anděla do cíle.

## Příběh
Děj hry sleduje osudy ďábla Luciuse a anděla Thril, kteří se do sebe zamilují, ale mohou se vzájemně dotknout jen po vypití becherevky. Jinak by Lucius Thril spálil.